# Peter Binsfeld
Pour les articles homonymes, voir Binsfeld (Homonymie).
Peter Binsfeld   (ou Peter de Binsfeld, lat. Petrus Binsfeldius) né vers 1540 – et décédé en 1598 ou 1603 est un évêque auxiliaire et théologien allemand surtout connu pour ses listes de démons et la chasse aux sorcières.

## Biographie

### Enfance légendaire ou réelle?
Selon une histoire ecclésiastique écrite après 1674, Peter Binsfeld, berger (ou fils d'agriculteur et d'artisan), est né dans le village de Binsfeld, dans la région rurale de l'Eifel, située dans l'État moderne de Rhénanie-Palatinat. Binsfeld a grandi dans l’environnement majoritairement catholique de la région de l’Eifel. Considéré par John of Briedel (ou Johann von Briedel), l'abbé de l'abbaye cistercienne d'Himmerod, comme un garçon très doué, Peter Binsfeld fut envoyé à Rome pour étudier.
Certains auteurs doutent de cette version du jeune berger car un certain Valentin Binsfeld était chanoine à la Collégiale Saint-Siméon en 1568 et était en même temps prêtre de la paroisse de Binsfeld.

### Formation
Peter Binsfeld étudie la théologie dans l'établissement jésuite Collegium Germanicum de Rome de 1570 à 1576 probablement avec le soutien de l'électeur de Trèves Jacques d’Eltz (en) (Jakob III von Eltz). C'est à Rome qu'il devient ami avec John Gibbons, futur recteur du Collège des jésuites de Trèves en 1584 et qui jouera un rôle important dans la chasse aux sorcières. Gibbons et Peter Binsfeld obtiennent tous les deux leurs doctorats en théologie.

### Prises de fonctions
Une de ses premières missions a été de rejoindre la ville et l'abbaye de Prüm qui venaient de rejoindre l'électorat de Trèves. Binsfeld s'y est retrouvé confronté à de nombreuses oppositions notamment contre ses sermons. Il a même été accusé d'avoir pillé la bibliothèque de l'abbaye.
Cela ne semble pas lui avoir porté préjudice puisqu'en 1578, il devient prévôt de St Siméon à Trêves et en 1580, est confirmé dans ce poste. De plus, toujours en 1580, il est nommé évêque suffragant de l'archidiocèse de Trêves dont l'évêque doiocésain n'est autre que l'électeur de Trêves. Il devient aussi vicaire général. Son influence augmente en se rapprochant des jésuites de Trêves et en devenant à deux reprises recteur de l'université en 1582-1583 et 1587-1588.
Avec sa prise de fonctions, Binsfeld poursuit trois buts principaux : améliorer l'éducation des clercs et des prêtres; renforcer les efforts des missionnaires, de la catéchèse et des visites épiscopales; et enfin la lutte contre « les blasphèmes, l'hérésie, la dissidence religieuse, la superstition, la magie et la sorcellerie ».

### Chasses aux sorcières
C'est sur la chasse aux sorcières et tout ce qui touche aux démons que Peter Binsfeld est surtout connu.
Entre 1586 et 1596, la partie ouest allemande catholique du Saint-Empire Romain Germanique a connu une flambée de chasses aux sorcières où près de 1 500 hommes et femmes sont morts sur le bûché. L'électorat de Trêves, la ville de Trêves elle-même et le territoire de l'abbaye de Saint Maximin ont été l'épicentre de ce phénomène. Le summum étant atteint au niveau du territoire de l'abbaye impériale de Saint-Maximin avec 400 personnes exécutées pour sorcellerie sur une population d'environ 2 500 habitants seulement. Les persécutions dans la cité de Trêves n'ont épargné ni les hommes riches ni les clercs catholiques. La cité de Trêves devient le lieu des «super chasses» aux sorcières.
En 1589 et 1591, il publie un ouvrage sur la confession des sorcières intitulé Tractatus de confessionibus maleficorum et sagarum. Dans cet ouvrage, il accorde du crédit aux témoignages des enfants permettant d'utiliser ceux-ci contre eux-mêmes ou contre d'autres personnes. Rapidement traduit en allemand à Munich, cet ouvrage a influencé la législation bavaroise.
En septembre 1589, l'exécution sur le bucher du docteur Dietrich FLade, huissier de justice et homme le plus riche de Trêves, entraînent de longs débats entre le théologien hollandais Cornelius Loos et Peter Binsfeld sur la nature et l'existence des démons et de la sorcellerie. En mars 1592, Cornelius Loos qui niait l'existence des démons et remettait en cause les allégations sur les sorcières, et les méthodes employées lors des procédures criminelles, est emprisonné dans l'Abbaye de St. Maximin. Afin de recouvrer sa liberté, il doit se rétracter et se mettre à genoux devant Peter Binsfeld. Libéré, il s'enfuit à Bruxelles où il revient sur sa rétraction et se retrouve à nouveau emprisonné.
Il est mort à Trèves (Allemagne), victime de la peste bubonique.